# جک مارکس
جک مارکس (انگلیسی: Jack Marks؛ ‏ ۱۲ فوریهٔ ۱۸۹۵ – ۱۲ مارس ۱۹۸۷) کمدین و فیلم‌نامه‌نویس بود.
از فیلم‌هایی که وی در آن‌ها نقش داشته‌است، می‌توان به دردسر و خیال مرا از سر بیرون کن اشاره نمود.